# Prefontaine Classic 2021
Il Prefontaine Classic 2021 è stata la 46ª edizione dell'annuale meeting internazionale di atletica leggera denominato Prefontaine Classic e si è svolto all'Hayward Field, presso l'Università dell'Oregon a Eugene, negli Stati Uniti d'America, il 21 agosto 2021. Il meeting è stata la nona tappa del circuito World Athletics della Diamond League 2021.

## Programma[1]
| # | Orario (GMT-7) | Specialità            |
| - | -------------- | --------------------- |
| 1 | 21:12          | Miglio Internazionale |
| 2 | 12:32          | Salto triplo          |
| 3 | 13:03          | 800 m                 |
| 4 | 13:33          | 200 m                 |
| 5 | 13:54          | Getto del peso        |
| 6 | 13:56          | 2 Miglia              |
| 7 | 14:37          | 100 m                 |
| 8 | 14:52          | Miglio                |

| #  | Orario (GMT-7) | Specialità             |
| -- | -------------- | ---------------------- |
| 1  | 21:02          | 1500 m "North America" |
| 2  | 21:22          | 2 Miglia               |
| 3  | 22:00          | 5000 m                 |
| 4  | 12:43          | Salto con l'asta       |
| 5  | 12:57          | Salto in alto          |
| 6  | 13:12          | 3000 metri siepi       |
| 7  | 13:41          | 100 m                  |
| 8  | 13:48          | 800 m                  |
| 9  | 14:12          | 1500 m                 |
| 10 | 14:24          | 400 m ostacoli         |
| 11 | 14:45          | 200 m                  |

     Specialità valide per la Diamond League

## Risultati

### Uomini
| Specialità            |                    | Prestazione | 2º classificato      | Prestazione | 3º classificato             | Prestazione |
| 100 m (+2,9 m/s)      | Andre De Grasse    | 9"74        | Fred Kerley          | 9"78        | Ronnie Baker                | 9"82        |
| 200 m                 | Noah Lyles         | 19"52       | Kenneth Bednarek     | 19"80       | Josephus Lyles              | 20"03       |
| 800 m                 | Marco Arop         | 1'44"51     | Ferguson Rotich      | 1'45"02     | Emmanuel Korir              | 1'45"05     |
| Miglio Bowerman Mile  | Jakob Ingebrigtsen | 3'47"24     | Stewart McSweyn      | 3'48"40     | Timothy Cheruiyot           | 3'51"17     |
| Miglio Internazionale | Geordie Beamish    | 3'54"86     | Craig Engels         | 3'55"41     | Charles Philibert-Thiboutot | 3'55"48     |
| 2 Miglia              | Joshua Cheptegei   | 8'09"55     | Selemon Barega       | 8'09"82     | Paul Chelimo                | 8'09"83     |
| Salto triplo          | Pedro Pichardo     | 17,63 m     | Hugues Fabrice Zango | 17,12 m     | Donald Scott                | 17,03 m     |
| Getto del peso        | Ryan Crouser       | 23,15 m     | Darlan Romani        | 21,69 m     | Joe Kovacs                  | 21,94 m     |

     Prestazione che stabilisce il nuovo record del meeting.

### Donne
| Specialità           |                       | Prestazione | 2º classificato         | Prestazione | 3º classificato  | Prestazione |
| 100 m                | Elaine Thompson-Herah | 10"54       | Shelly-Ann Fraser-Pryce | 10"73       | Shericka Jackson | 10"76 =     |
| 200 m (+2,4 m/s)     | Mujinga Kambundji     | 22"06       | Gabrielle Thomas        | 22"11       | Dina Asher-Smith | 22"19       |
| 800 m                | Athing Mu             | 1'55"04"    | Kate Grace              | 1'57"60     | Natoya Goule     | 1'57"71     |
| 1500 m               | Faith Kipyegon        | 3'53"23     | Linden Hall             | 3'59"73     | Josette Norris   | 4'00"07     |
| 1500 m North America | Mehra Rebecca         | 4'06"35     | Sage Hurtta             | 4'07"50     | Danielle Jones   | 4'08"45     |
| 2 Miglia             | Francine Niyonsaba    | 9'00"75     | Letesenbet Gidey        | 9'06"74     | Hellen Obiri     | 9'14"55     |
| 5000 m               | Sifan Hassan          | 14'27"89    | Senbere Teferi          | 14'42"25    | Fantu Worku      | 14'42"85    |
| 400 m ostacoli       | Dalilah Muhammad      | 52"77       | Shamier Little          | 53"79       | Gianna Woodruff  | 54"20       |
| 3000 m siepi         | Norah Jeruto          | 8'53"65     | Courtney Frerichs       | 8'57"17     | Hyvin Kiyeng     | 54"20       |
| Salto con l'asta     | Katie Nageotte        | 4,82 m      | Holly Bradshaw          | 4,72 m      | Olivia Gruver    | 4,52 m      |
| Salto in alto        | Iryna Heraščenko      | 1,98 m =    | Vashti Cunningham       | 1,98 m      | Kamila Lićwinko  | 1,90 m      |